# キバナサフランモドキ

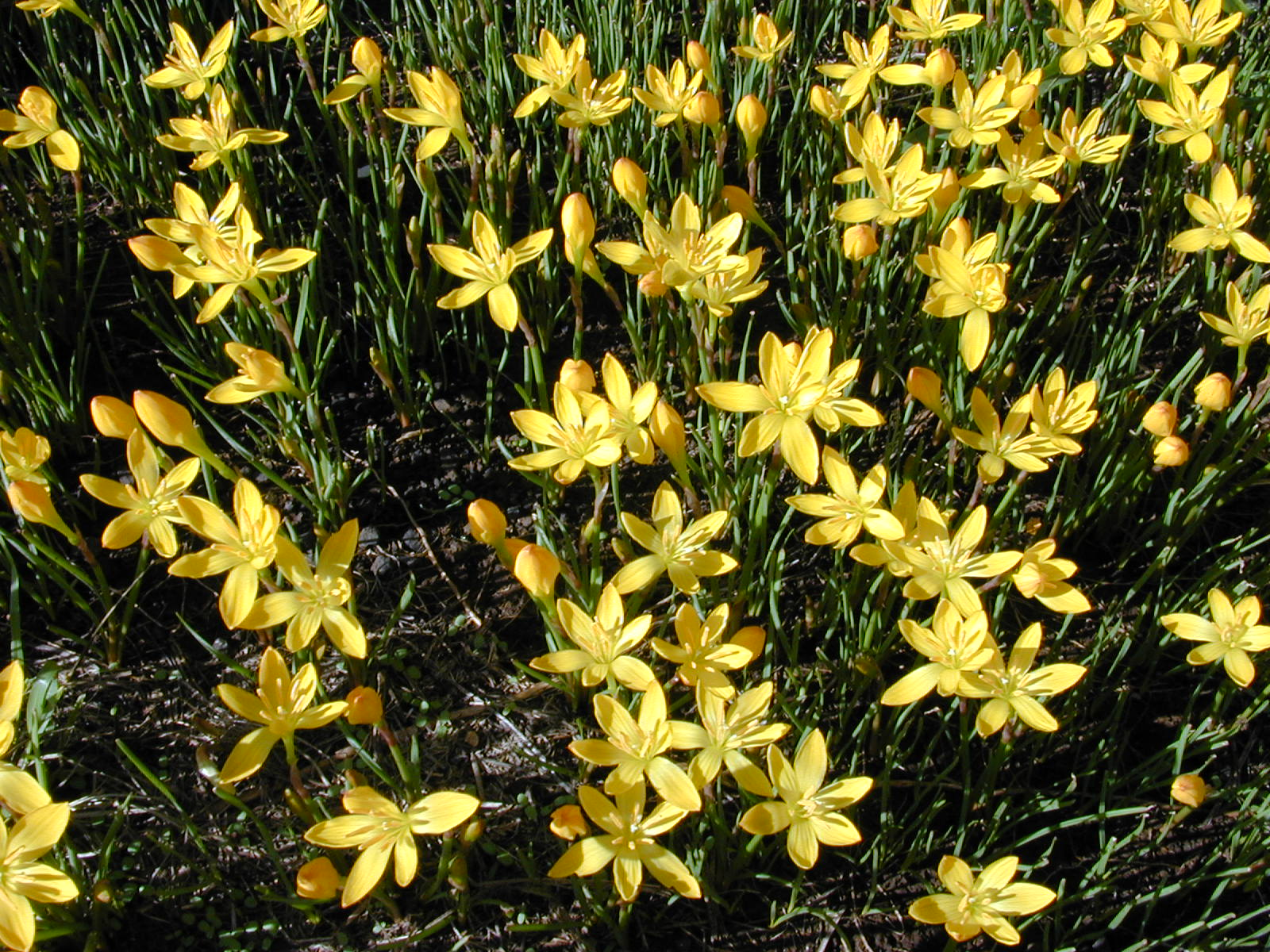
Wikimedia Commonsより

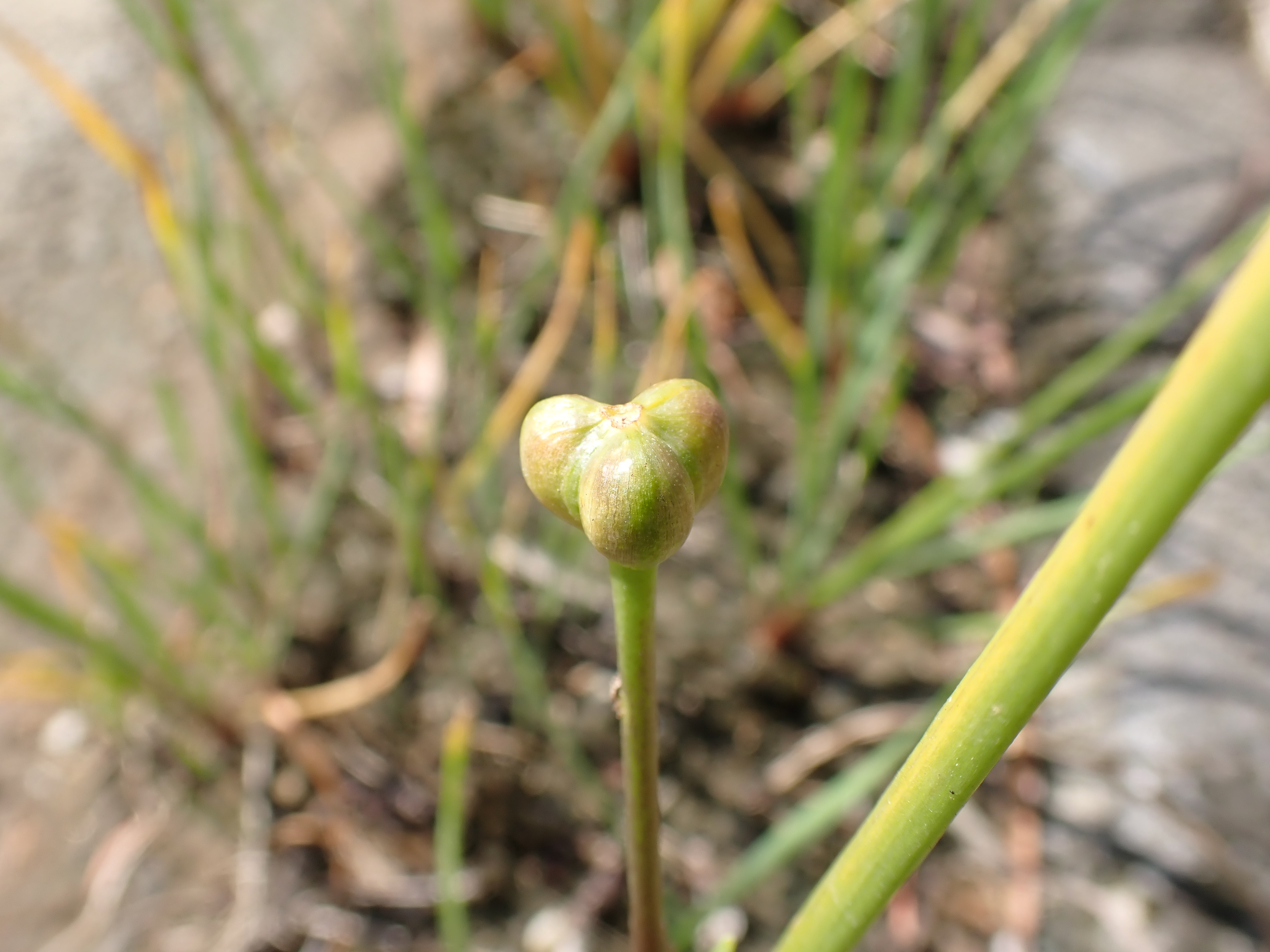
未成熟果実

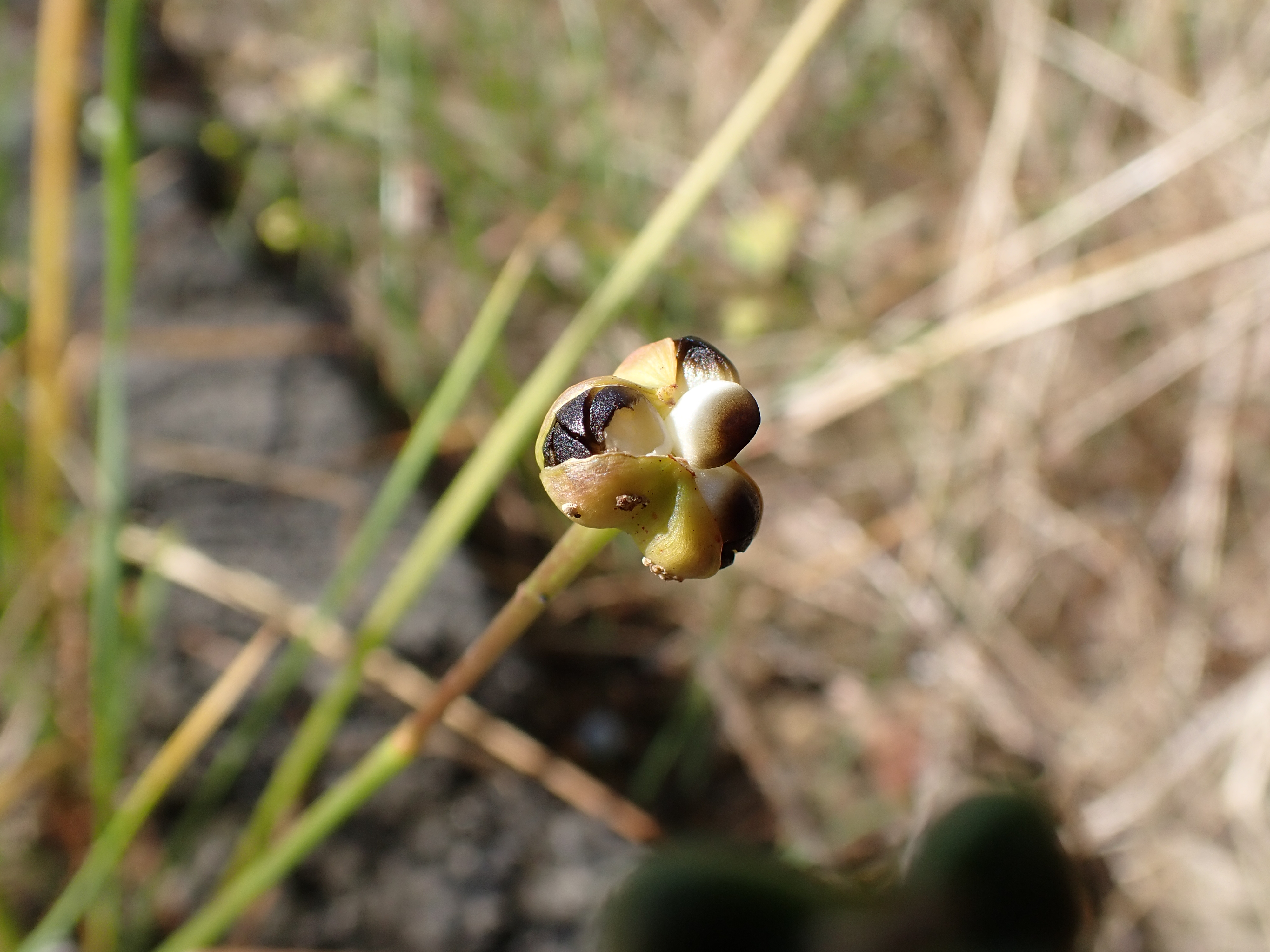
成熟果実

キバナサフランモドキはヒガンバナ科タマスダレ属の多年生草本。

## 特徴
葉は線状長楕円形で多肉質、長さ20–30 cm、幅2–3 mm、断面は半円形。花は長さ17–25 cmの花茎の先に単生する。花冠は黄色で内花被片3枚と外花被片3枚はほぼ同型同大。果実は3室に分かれてそれぞれに3–5個の黒い種子をつける。種子は長さ6 mmほど。

## 分布と生育環境、利用
南米原産でメキシコ、コロンビア、グアテマラなどに分布。愛知、大阪、沖縄本島などに帰化。沖縄へは1975年の海洋博覧会の頃に導入された。繁殖力が強く、花壇や道路分離帯などの縁取りとして栽培されたものが逸出野生化。高知県にも帰化。横浜市の採集記録は一時的に発生したものと考えられている。